# Stobnica (gromada)
Stobnica – dawna gromada, czyli najmniejsza jednostka podziału terytorialnego Polskiej Rzeczypospolitej Ludowej w latach 1954–1972.
Gromady, z gromadzkimi radami narodowymi (GRN) jako organami władzy najniższego stopnia na wsi, funkcjonowały od reformy reorganizującej administrację wiejską przeprowadzonej jesienią 1954 do momentu ich zniesienia z dniem 1 stycznia 1973, tym samym wypierając organizację gminną w latach 1954–1972.
Gromadę Stobnica siedzibą GRN w Stobnicy utworzono – jako jedną z 8759 gromad na obszarze Polski – w powiecie piotrkowskim w woj. łódzkim, na mocy uchwały nr 35/54 WRN w Łodzi z dnia 4 października 1954. W skład jednostki weszły obszary dotychczasowych gromad Paskrzyn, Stobnica i Stobnica-Piła ze zniesionej gminy Łęki Szlacheckie w tymże powiecie. Dla gromady ustalono 14 członków gromadzkiej rady narodowej.
Gromadę zniesiono 1 stycznia 1958, a jej obszar włączono do gromad: Lubień (wieś Stobnica-Piła, kolonia Brzezie-Piła osada młyńska Brzezie-Piła i wieś Brzezie-Piła) i Ręczno (wieś Paskrzyn, kolonia Paskrzyn, kolonia Paskrzyn Stary, osada Paskrzyn-Brzezie, wieś Stobnica, parcelacja Stobnica, wieś Przewóz, osada młyńska Jaroszewizna, osada młyńska Piła i osada młyńska Olszyna).